# Ves Tal Vez
Ves Tal Vez es un grupo musical peruano de folk pop formado en el año 2013 e integrado principalmente por Alejandra Irribarren (voz), Diego Berrocal (cuerdas) y Max Masias (cuerdas).
El primer álbum de la banda fue lanzado en 2015 bajo el sello discográfico Sony Music y producido por el músico Pelo Madueño.
Durante el 2019 lanzaron su segundo material discográfico de estudio, "Naturaleza", producido junto al chileno Cristián Heyne. Como adelanto de esta segunda producción, la banda estrenó en octubre de 2018 su primer sencillo "Cumbia Condena", que cuenta con un videoclip ya disponible en todas las plataformas digitales.

## Historia
Ves tal vez nace a mediados del año 2013 con una propuesta musical libre en la ciudad de Lima, Perú.
La agrupación formada por Diego Berrocal, Max Masias y Alejandra Irribarren, lanza su primer disco, homónimo, junto al sello discográfico Sony Music en junio de 2015. Un álbum que incluye 12 canciones llenas de ritmos ágiles, que se mezclan entre lo popular y lo tradicional. La premisa principal de este disco es autocatalogada por Ves Tal Vez como "Happy Folk",  donde prima la temática de llevar todos aquellos aspectos y situaciones de la vida cotidiana hacia un lado positivo: hacer música para sonreír.
Ves Tal Vez ha tenido la oportunidad de compartir escenario con artistas como Natalia Lafourcade, Los Cafres, Cultura Profética, El Cuarteto de Nos, Monsieur Periné, Los Auténticos Decadentes, Vicente García (cantautor dominicano), Orishas, entre otros.
Además en 2015 lanzó el tema "La loca", incluyendo un videoclip con Manuel Gold como protagonista.

## Discografía

### Álbumes
- Ves Tal Vez - 2015
- Naturaleza - 2019

### Sencillos
- Aló, soy yo - 2016
- Algo en ti - 2016